# Eumelea cupreata
Eumelea cupreata là một loài bướm đêm trong họ Geometridae.